# Jedes Kartenhaus zerbricht
Jedes Kartenhaus zerbricht (Originaltitel: House of Cards) ist ein Thriller aus dem Jahr 1968 nach dem Roman Das Kartenhaus (House of Cards) von Stanley Ellin. Der Film hatte in den USA am 14. September 1969 Premiere, in Deutschland kam er bereits am 20. September 1968 in die Kinos.

## Handlung
Der US-amerikanische Schriftsteller Reno Davis ist vor kurzem als Boxer zurückgetreten. Als Arbeitsloser trifft er in Frankreich völlig mittellos Anne de Villemont, eine Witwe. Angezogen von Renos Gelassenheit lässt sich Anne auf ihn ein – die beiden werden ein Liebespaar. Reno bemerkt, dass Anne große Angst hat, ihr achtjähriger Sohn könnte entführt werden. Er erfährt zudem, dass die Familie Kontakt zu einer faschistischen Organisation hat, die plant, ganz Europa zu erobern.
Reno wird des Mordes an seinem besten Freund beschuldigt und gerät mit Anne in das Visier der manischen Planer der Organisation. Zusammen mit Annes achtjährigem Sohn Paul werden die beiden durch ganz Frankreich gejagt. Die Verfolgung endet im Kolosseum in Rom, wo ein Showdown stattfindet, bei dem sich Reno, Anne und Paul durchsetzen können.

## Kritiken
„In Äußerlichkeiten steckenbleibender Thriller mit pseudopolitischem Hintergrund und familienfreundlichem Happy-End.“

„Gepflegter Thriller von hoher Spannung. Freunden der Gattung ab 16 durchaus zu empfehlen.“